# Llengües coreàniques
Les llengües coreàniques són una família lingüística de llengües parlades principalment a la Península de Corea, a l'extrem nord-oriental de Manxúria i la l'Illa de Jeju. Actualment, només hi ha dues llengües vives d'aquesta família, el coreà i el jeju, de les quals la segona està en una fase avançada del procés de substitució lingüística per la primera.
En global, les llengües coreàniques són parlades per uns 80 milions de persones arreu del món, però molt principalment a Corea del Sud, Corea del Nord i, en menor mesura, també a la Xina. El sistema d'escriptura que empren totes dues llengües és el propi de la península, el hangul.
Hi ha hagut propostes per emparentar les llengües coreàniques amb altres famílies lingüístiques, principalment a través de la hipòtesi altaica, amb les llengües japòniques. També en menor mesura s'ha investigat un hipotètic parentesc amb les llengües manxú-tungús, les llengües turqueses i amb les llengües mongòliques. Per ara, però, no hi ha consens que existeixi cap vincle més enllà de les influències habituals produïdes per la interacció i el veïnatge.

## Història
La història de les llengües coreàniques és molt poc clara i confusa, se sap poc de la història d'aquesta família lingüística abans del segle vii. Se sospita que la diversitat lingüística a la Península de Corea era més gran que no pas ara. Tot i així, no hi ha una versió clara sobre la qüestió i és un afer connotat políticament a la Corea moderna.
El que sabem és que les dues llengües coreàniques modernes són descendents de la llengua feta servir al Regne de Silla, moment a partir del qual la historiografia ja parla de coreà antic. En aquest primer moment, del qual es té una constància feble, el sistema d'escriptura que es fa servir és el hanja, que és l'adaptació al coreà del sistema d'escriptura xinesa.
A partir del segle XI s'inicia l'etapa que es coneix com la del coreà mitjà, etapa que destaca per la publicació el 1446 del Hunminjeongeum, document que descriu la llengua coreana i proposa un sistema d'escriptura propi per a la llengua coreana en forma d'alfabet, el hangul. Aquesta aportació canvia per complet el coneixement que tenim de la llengua a partir d'aquest moment, que ja és complet i molt més precís.
Es considera que l'etapa del coreà mitjà s'acaba al segle xvi, i al segle xvii, coincidint amb el final de la Guerra Imjin, comença el coreà modern. El coreà modern es caracteritza per l'abundància de textos escrits en hangul de diversos estils (traduccions, però també creacions literàries, textos administratius o de proselitisme del budisme). La diferència amb el coreà contemporani és principalment que encara no s'ha racionalitzat l'escriptura per reflectir el coreà oral modern, de manera que es fa servir encara una escriptura arcaica.